# معركة أنطاكية (272)
وقعت معركة انطاكيا  ( Battle of Immae) في العام 272م بين الجيش الروماني بقيادة أوريليان و جيش مملكة تدمر السورية التي استطاعت ملكتها زنوبيا أن تنتزع استقلالها من روما في سوريا ومصر وبعض الأجزاء من آسيا الصغرى.

## أسباب المعركة
فقدت الإمبراطورية الرومانية أثناء أزمة القرن الثالث قدرتها على الدفاع عن ولاياتها الشرقية ضد هجمات الساسانيين الفرس. نجح سيبتيموس أذينة أحد قادة مدينة تدمر في صد هجمات الساسانيين الفرس، ما دفع غالينوس إلى تكريمه بجعله ملكاً وحامياً للشطر الشرقي من الإمبراطورية. بعد وفاة الملك أذينة، تولت زوجته زنوبيا قيادة المملكة التدمرية بوصفها وصيةً على ابنها وهب اللات، فاستطاعت أن تتوسع شمالاً في آسيا الصغرى وجنوباً في مصر مقتطعةً أجزاء جديدة من البلاد التي كانت تخضع لروما، ومجترحةً ما يمكن تسميته بالإمبراطورية التدمرية. حافظت زنوبيا في العلن على شراكة صورية مع روما.
 
لم يكن بمقدور أوريليان التوجه مباشرةً لمحاربة تدمر، إذ كان مشغولاً في محاربة قبائل الألامانيين الجرمانية، ولكن، وبعد نجاحه في صد هجمات الألامانيين وبناءه الأسوار حول روما والمدن الأخرى حمايةً لها من التهديد الجرماني، وبعد تخليه عن إقليم داقية، بات متفرغاً للهجوم شرقاً صوب الإمبراطورية التدمرية.
 

## التحضيرات

### تحضيرات الرومان
أدرك أوريليان بأن جيشه كان أضعف من أن يتمكن من القيام  بهجومٍ فعال على مصر، لذا، فقد قام بإرسال أحد قادته على رأس أسطول بحري ليرى إن كان بمقدورهم طرد الحاميات التدمرية المتمركزة في مصر. في هذه الأثناء عمل أوريليان على تجميع  جيشه ووضعه على أهبة الاستعداد، وحين شعر باكتمال التحضيرات، بدأ زحفه باتجاه أنطاكيا. 

### تحضيرات التدمريين
أدركت زنوبيا بأن حالة التكاذب السابقة بينها وبين روما قد انتهت، فأسقطت جميع الأقنعة والشكليات التي كانت قد أبقت عليها إرضاءً لروما، إذ أنها تخلت عن لقب «التابع» لإمبراطور روما الذي كانت قد لقبت به ولدها، وأعلنته أغسطس (Augustus) وهو لقب كان خاصاً بأباطرة روما دون غيرهم، كما سيرت جيشاً كبيراً لملاقاة أوريليان بقيادة القائد التدمري المقتدر زبدا.

## المعركة
تلاقى الجيشان بالقرب من مدينة أنطاكيا في الشمال الغربي من سوريا ( تحديداً بالقرب من بلدة الريحانية الواقعة اليوم في تركيا) في حرب تقليديةٍ من حيث التشكيلات، حيث المشاة في الوسط  و سلاح الفرسان في الأجنحة. حظي القائد زبدا بأفضليتين مهمتين أولهما تفوق الكاتافراكت، وثانيهما ارتفاع درجة الحرارة التي لم يألفها الجنود الرومان.  أدرك أوريليان طبيعة الموقف الذي يواجهه، وشرع يخطط لاستخدام تكتيك نفذه كلاوديوس غوثيكوس في حربه مع القوط، محولاً تلك المساوئ إلى أفضليات حاسمة.
بعد عدة مناوشات، أراد زبدا أن يكون هو صاحب المبادرة، فأمر الفرسان بالهجوم  ما أجبر أوريليان على الرد بالمثل. حين اقتربت القوتان من الدخول في اشتباكٍ مباشر، قام الفرسان الرومان المتميزون بخفة ملابسهم بتفريق صفوفهم بصورة مفاجئة، وانسحبوا من ساحة المعركة. شعر زبدا بدنو النصر فأمر الكاتافراكت التدمريين ذوي الملابس الأكثر وزناً وإثقالاً للحركة أن يلاحقوهم. بعد برهة من الزمن بدأ الفرسان التدمريون يشعرون بالإنهاك بعد أن طالت مدة الملاحقة وفعلت بهم حرارة الشمس فعلتها. عند نقطة معينة التف الجنود الرومان وهاجموا الفرسان التدمريين المنهكين والمصعوقين من هول المفاجئة. كان الفخ محكماً ومدمراً للتدمريين.
أدرك زبدا خسارته للمعركة، ونظراً لمعرفته بعجز مشاته عن مواجهة الجيش الروماني بمفردهم، أمر بالانسحاب إلى أنطاكيا. أدركت زنوبيا وقائد جيشها زبدا حتمية سقوط أنطاكيا، فأمرا جيوشهما بالانسحاب إلى حمص تحت جنح الظلام.